# Йохан Датски
Ханс Датски (на датски: Hans af Danmark; на норвежки: Hans) или Йохан (на шведски: Johan), е крал на Дания и Норвегия (1481 – 1513) и крал на Швеция (1497 – 1501), както и херцог на Шлезвиг и Холщайн.

## Биография
Йохан е син на датския крал Кристиан I и Доротея Бранденбургска. Той е посочен от баща си и от Държавния съвет за крал на Норвегия, а едва в 1467 е провъзгласен за наследник и на датския престол. Това налага срещата на Държавните съвети на Дания, Норвегия и Швеция, които на 13 януари 1483 в Халмстад, след гарантиране на някои прерогативи за Норвегия, избират Йохан за крал и на трите държави.
Като крал Йохан си поставя три главни политически цели: възстановяване на Калмарската уния, борба против монополите на Ханзата и стабилизиране на кралската власт в Дания. В духа на тези доктрини той установява политически отношения с Русия, провокира позициите на шведския регент Стен Стуре Старши и насърчава датското каперство срещу ханзейската търговия, което през 1495 води до избуването на война в района на Балтийско море. Това обуславя строителството на постоянен датски флот и обучението на екипажи за него, което е в духа на пробуржоазната политика на Йохан. Съгласно нея той дава повече права и независимост на градската средна класа от търговци занаятчии, което бележи следващите години в развитието на датското общество.
През 1500 Йохан опитва да завладее Дитмаршен – фактически независима селска република. Жестоко поражение на датското войнство и загубата на националния флаг при Хемингщет заставя краля да прекрати войната. Това разочарование не остава без политически последствия и през 1501 Швеция въстава и Стен Стуре обявява независимост, подкрепена и снабдена от Ханзейските конвои. Норвежците също въстават, но престолонаследникът Кристиан бързо потушава бунта през 1506. Войната с Ханзата и Швеция продължава безрезултатно до смъртта на Йохан през 1513, настъпила след наранявания поради падане от кон.